# Rhododendron henryi
Rhododendron henryi là một loài thực vật có hoa trong họ Thạch nam. Loài này được Hance miêu tả khoa học đầu tiên năm 1881.